# 6'eren
6'eren é um canal de televisão por assinatura dinamarquês operado pela SBS Discovery Media. Substituiu o canal SBS Net em 1º de janeiro de 2009.
O público-alvo do canal são homens, marcando-se com o slogan "A Dinamarca tem um novo canal de TV - e é para homens" (Danmark har fået en ny TV-kanal, og den er para mænd). O canal também possui os direitos de exibição de La Liga e Copa da Inglaterra.
Como outros canais terrestres distribuídos na Dinamarca, o 6'eren não interrompe os programas com comerciais.
6'eren é distribuído por meio terrestre, satélite e cabo e está disponível para aproximadamente 75% de todas as famílias dinamarquesas.